# Royal Scottish Forestry Society
Die Royal Scottish Forestry Society ist ein gemeinnütziger Verein zur Förderung des Wissens um Wald- und Forstwirtschaft in Schottland.

## Geschichte

### Gründung und frühe Jahre
Gegründet wurde die Gesellschaft 1854 als Scottish Arboricultural Society.:S. 90 Erster Präsident wurde James Brown, der 1847 ein einflussreiches Buch (The Forester) zur Forstwirtschaft in Schottland veröffentlicht hatte. Mitte des 19. Jahrhunderts wurden Bäume in Schottland in Baumschulen gezogen, neue Arten in Arboreten gepflanzt oder in kleinen Gruppen als Nutzholzplantagen oder zum Schutz von Vieh und Gebäuden gepflanzt. Das meiste waren Kiefern (Scotch Fir) oder Lärchen. Einer der Gründe für die Gründung war die Hoffnung, dass importierte Baumarten die Holzproduktion in Schottland steigern und die Landschaft verschönern könnten. Die Gründer waren davon überzeugt, dass formale Ausbildung mehr Nutzen bringen konnte, als rein praktische Ausbildung. Diese Einstellung wurde 1867 diskutiert, anfangs noch ohne dass Aktivitäten daraus resultierten. Ab 1875 wurden Petitionen im Parlament eingereicht, die eine Lösung bringen sollte. Formell wurde die Diskussion 1881, als der damalige Präsident Cleghorn aus seiner Erfahrung aus Indien berichtete. In Surrey war damals eine ingenieurswissenschaftliche Schule eröffnet worden, wo Männer für den Dienst in Indien ausgebildet wurden und zu deren Curriculum auch Waldwirtschaft gehörte.

### Die Schottisch-Indische Verbindung

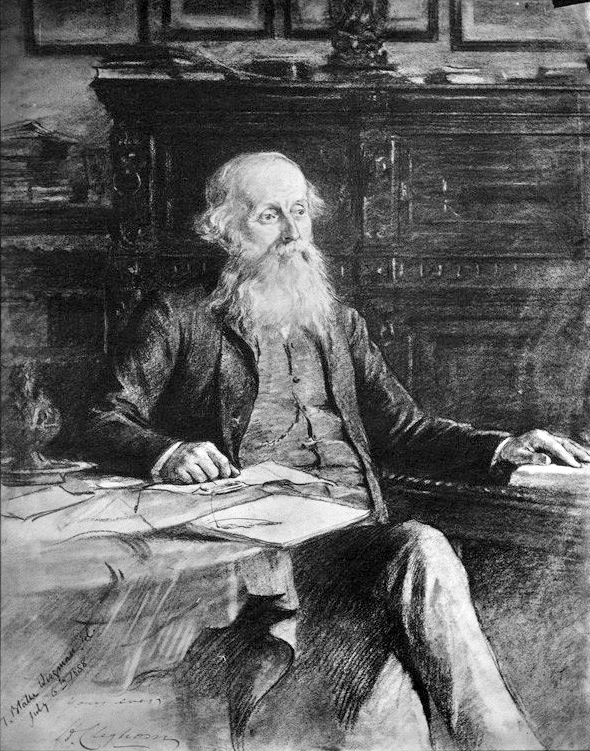
Hugh Cleghorn – Kohlezeichnung von Theodore Blake Wirgman als Geschenk der Arboricultural Society an Cleghorn

1850 tagte die British Association in Edinburgh. Eines der diskutierten Themen war die ungebremste Entwaldung in Indien, die durch den hohen Bedarf an Holz durch die Briten ausgelöst worden war. Die British Association beauftragte den Mediziner Hugh Cleghorn (1820–1895) mit einer Untersuchung der Vorgänge in Indien. Ein Jahr später veröffentlichte die Untersuchungskommission einen Bericht, in dem die nachteiligen Auswirkungen der Entwaldung – von Wassermangel über Erosion und Klimaveränderungen genannt wurden. Die Kommission empfahl eine engmaschige Kontrolle der Wälder und sprach fast von der Einführung zentralen Forstbehörde. Die in Schottland ausgebildeten Forstfachkräfte fanden in Indien ein breites Feld für ihr Wissen und wurden gerne beschäftigt. Als 1864 das Indian Forestry Department gegründet wurde, besetzten viele in Schottland ausgebildete Fachkräfte wichtige Positionen. Da aber nur wenig Wissen über die in Kontinentaleuropa üblichen Methoden vorhanden war, wurde der deutsche Dietrich Brandis als Generalinspekteur der Behörde beauftragt. Brandis heuerte bevorzugt deutsche Fachkräfte an, darunter seine Amtsnachfolger William Schlich (1840–1925) und Berthold Ribbentrop (1843–1917) im Amt folgte.:S. 37 Es bedurfte aber auch der schottischen Erfahrung, um aus den reduktionistischen deutsch-französischen Methoden tragfähige Konzepte für die komplexe Umwelt im tropischen Indien zu finden.:S. 38
Die gut ausgebildeten Fachkräfte Schottlands fanden damals in Schottland kaum Anstellungen. So nahmen sie ihren Dienst in den britischen Kolonien auf, wo ihre Fähigkeiten begehrt waren.:S. 38

### Ausbildung und Professionalisierung
1882 wurden Pläne diskutiert, gemeinsam mit der Highland and Agricultural Society eine internationale Forstwirtschaftliche Ausstellung zu veranstalten.:S. 90 Die Erlöse sollten einer Forstwirtschaftlichen Schule in Edinburgh zugutekommen. 1884 wurde die Ausstellung auf dem Gelände der Donaldson School in Edinburgh eröffnet. Während der drei Monate der Ausstellungsdauer besuchten ungefähr eine halbe Million Besucher das Gelände. Leider reichten die Erlöse noch immer nicht für die gewünschte Schule. Trotz aller Widrigkeiten konnte William Somerville 1889 100 Vorlesungen in Forstwirtschaft abhalten.
Der Erfolg wurde als nicht ausreichend betrachtet, da noch ein Gelände fehlte, auf dem Studenten praktische Erfahrungen sammeln und Forschungen durchführen konnten. Lobbying erbrachte aber nur unverbindliche Zusagen. Der Erste Weltkrieg brachte ein Umdenken und führte dazu, dass die University of Edinburgh 1919 einen Lehrstuhl für Forstwirtschaft einführte. 1926 folgte ein weiterer Lehrstuhl an der University of Aberdeen. Gemeinsam mit den forstwirtschaftlichen Lehrstühlen an der Bangor University und dem Empire Forestry Institute der University of Oxford bildeten die Forstmanager für das langsam schrumpfende Empire und das daraus erwachsende Commonwealth of Nations aus.
Neben diesen Erfolgen für die wissenschaftliche Arbeit setzte die RSFS auch berufliche Standards und definierte gemeinsam mit der Royal Forestry Society of England and Wales die Ausbildungs- und Prüfungsziele für forstwirtschaftliche Arbeiter und trug auch zu der Harmonisierung der Berufsabschlüsse mit der Europäischen Union bei.
1869 wurde eine Royal Charter erteilt und Königin Victoria wurde Patronin der Gesellschaft. Seither war es immer die jeweilige Königin oder der König, die die Patronage der Gesellschaft übernahmen. 1887 erlaubte Königin Victoria auch das Führen des Prädikats „Royal“ (engl. königlich) anlässlich der ersten seither jährlich stattfindenden Exkursion bei Balmoral Castle. Der Name änderte sich daraufhin in Royal Scottish Arboricultural Society. 1930 änderte die Gesellschaft ihren Namen zum letzten Mal in Royal Scottish Forestry Society.

### Neuzeit
Am 8. Mai 2017 veränderte die RSFS ihre Organisationsform. Aus der 1899 als Verein gegründeten Organisation ohne Rechtskörperschaft wurde eine Scottish Charitable Incorporated Organisation (SCIO). Ihre Ziele formuliert die Organisation als:
1. Förderung der besten Waldwirtschaft in Schottland und der weiteren Welt zum Nutzen der gegenwärtigen und zukünftigen Generationen.
2. Beeinflussung der jeweiligen Regierungen zur Formulierung und zum Erlassen von waldwirtschaftlicher Gesetzgebung
3. der Öffentlichkeit die waldwirtschaftliche Prinzipien, Ziele und Nutzen durch Ausbildung, Werbung, Vorführung und sonstiger Mittel der Gesellschaft näherzubringen
4. Veranstaltung von Treffen zur Diskussion und zum Austausch von Informationen und Ideen.
5. Veröffentlichung eines Journals – jährlich oder häufiger – und Veröffentlichung weitere periodischer oder a-periodischer Literatur zur Waldwirtschaft
6. Förderung von Wissenschaft, Forschung und technischer Effizienz in der Waldwirtschaft
7. Förderung und Weiterentwicklung der beruflichen Bildung in Waldwirtschaft, Abhalten von Qualifizierungs-Prüfungen und Zusammenarbeit mit anderen Körperschaften ähnlicher Funktion sowie der Unterhalt einer Bibliothek
8. Organisation, Autorisierung, Lenkung, Hilfestellung und Ermutigung, Expeditionen, Exkursionen, Demonstrationen, Ausstellungen, Experimente und Untersuchungen im Zusammenhang mit der Waldwirtschaft in Britannien oder außerhalb durchzuführen oder zu veranstalten.
9. Fortführung der Vermittlungs- und Beziehungstätigkeit zwischen verschiedenen Bereichen der waldwirtschaftlich interessierten Industrien und Gewerben sowie mit weiteren Organisationen in der Landnutzung.
10. Unterstützung von Mitgliedern der Gesellschaft, die in der Waldwirtschaft beschäftigt sind oder Beschäftigung anbieten.
11. Organisieren regionaler Aktivitäten unter der Führung des Boards in allen Teilen Schottlands order durch andere Aktivitäten, die dem Board zur Erreichung der Ziele angemessen erscheinen.